# Parnac (Indre)
Parnac – miejscowość i gmina we Francji, w Regionie Centralnym-Dolinie Loary, w departamencie Indre.
Według danych na rok 1990 gminę zamieszkiwało 650 osób, a gęstość zaludnienia wynosiła 14 osób/km² (wśród 1842 gmin Regionu Centralnego Parnac plasuje się na 573. miejscu pod względem liczby ludności, natomiast pod względem powierzchni na miejscu 116.).
Przez miejscowość przepływa rzeka Abloux.